# Języki Czitralu
Języki Czitralu – języki należące do grupy wschodniej języków dardyjskich, których używa się głównie w Czitralu, regionie północnego Pakistanu.
Należą tu dwa języki:
- khowar
- kalasha